# Heliotrop (przyrząd)

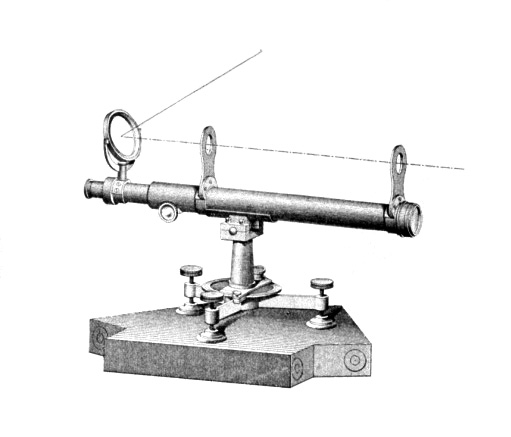
Rysunek heliotropu z 1866 r.

Heliotrop – instrument, który odbijając promienie słoneczne na duże odległości za pomocą lustra, określał położenie odległego punktu pomiarowego. 
Wynaleziony został w 1821 r. przez niemieckiego matematyka, fizyka i astronoma C.F. Gaussa. Słowo „heliotrop” pochodzi od greckiego helios, co oznacza „słońce” i tropos, co znaczy „zwrot, kierunek, kształt”. Instrument ułatwiał pomiar kierunku do punktu znacznie oddalonego od stanowiska pomiarowego. Światło słoneczne odbijające się w punkcie, do którego chciano zmierzyć kierunek, kierowano na odległe stanowisko teodolitu. Nakierowując lunetę teodolitu na odbity strumień światła, otrzymywało się kierunek na punkt.